# Paul Dienstag
Paul Dienstag (* 17. Mai 1885 in Berlin; † 27. Januar 1945 in Bergen-Belsen) war ein deutscher Rechtswissenschaftler und Rechtsanwalt.

## Leben
Dienstag wurde am 17. Mai 1885 als Sohn eines Rechtsanwalts und Notars in Berlin geboren. Sein Abitur legte er 1907 ab und studierte danach Rechtswissenschaften und Staatswissenschaften in Berlin, Straßburg und Heidelberg. Mit einer Dissertation zur Zwangsvollstreckung nach dem römischen Recht bei Ernst Immanuel Bekker wurde er 1908 an der Universität Heidelberg zum Dr. iur. promoviert.
Neben seiner Tätigkeit als Rechtsanwalt in Berlin war Dienstag in der Rechtswissenschaft aktiv. Einerseits publizierte er zahlreiche Fachbeiträge zum Recht des Films und des Theaterrechts. Zeitgenössisch wurde er auf diesen Gebieten als „Kenner und Könner“ bezeichnet. Im Bereich des Filmrechts hat er zu den Pionieren in der deutschen Rechtswissenschaft gehört. 
Er kannte die Filmwirtschaft aus der täglichen Praxis: So war er an der Seite von Manfred Liebenau Geschäftsführer bei der Ring-Film GmbH, der Bohnen-Film GmbH, der Filmkopieranstalt Liebenau & Co. GmbH, der Kastner-Film GmbH und Vorstand bei der Ring-Film AG, 1922/23 Alleinvorstand bei der Carl Wilhelm-Film AG, 1923 Vorstand an der Seite von Eugen Schlesinger bei der Film-Maschinen-Fabrik Rapid AG, 1924 Nachfolger von Fritz Kolbe als Vorstand der Aktiengesellschaft für Theaterunternehmungen und Mitglied des Aufsichtsrats bei der William Kahn-Film AG.
Dienstag war als einer von drei Schriftleitern des 1928 gegründeten „Archivs für Urheber-, Film- und Theaterrecht“ (UFITA) bis einschließlich 1932 mitverantwortlich für die Betreuung einer der bedeutendsten Fachzeitschriften auf dem Gebiet des Immaterialgüterrechts im deutschsprachigen Raum. Dienstag selbst bezeichnete sich als „Gründer“ der UFITA.
Infolge der Machtergreifung der Nationalsozialisten wurde Dienstag aufgrund seiner „jüdischen“ Herkunft von seiner Tätigkeit bei der UFITA abberufen. Von den ursprünglichen drei Schriftleitern blieb nur der Leipziger Rechtsanwalt und Urheberrechtler Willy Hoffmann übrig. Dienstag emigrierte in die Niederlande, wo er ab 1935 daran arbeitete, die Zeitschrift Geistiges Eigentum zu Wege zu bringen. Auch wenn diese kommerziell wenig erfolgreich war, erschienen 5 Jahrgänge, die aufgrund ihrer sehr internationalen Ausrichtung und ihrer politischen Neutralität auch heute noch interessant sind.
Nach dem Einmarsch der Wehrmacht in die Niederlande 1940 wurde Dienstag ein Opfer der nationalsozialistischen Verfolgung. Ledig und kinderlos starb er am 27. Januar 1945 im KZ Bergen-Belsen, wohin er am 11. Januar 1944 vom Lager Westerbork aus deportiert worden war.
1953 erschien der erste Band einer vierbändigen Enzyklopädie des „Welturheberrechts“ in englischer Sprache, die Dienstag gemeinsam mit dem ebenfalls aus Deutschland geflohenen Juristen H. L. Pinner herauszugeben geplant hatte. Letzterer trieb das Projekt nach dem Krieg voran und veröffentlichte das Werk. Auf dem Titelblatt des Buches findet sich die Zeile „Founded by H. L. Pinner and the late P. M. Dienstag“.

## Werke (Auswahl)
- Die rechtliche Natur des pignus in causa iudicati captum. Ein Beitrag zur Lehre von der Zwangsvollstreckung nach römischem Rechte. Steinebach, München 1908 (Heidelberg, Univ. Diss.).
- Kinematographisches Urheberrecht und unlauterer Wettbewerb. In: Markenschutz und Wettbewerb (MuW) 27/28 (1927/1928), 325–330.
- Der Arbeitsvertrag des Filmschauspielers und Filmregisseurs. Reimar Hobbing, Berlin 1929 (Schriften des Instituts für Arbeitsrecht an der Universität Leipzig; 20).
- Widerruf und ortspolizeiliches Verbot eines Bildstreifens. In: Archiv für Urheber-Film- und Theaterrecht, Band 4, (1931), Heft 2, S. 139–158.
- Handbuch des Deutschen Theater-, Film-, Musik- und Artistenrechts, Springer, Berlin 1932 (gemeinsam mit Alexander Elster).